# Marathon van Houston 1991
De marathon van Houston 1991 (ook wel Houston-Tenneco) vond plaats op zondag 20 januari 1991. Het was de negentiende editie van deze marathon.
Bij de marathon voor de mannen ging de overwinning naar de Canadees Carey Nelson in 2:12.28. Hij had slechts twaalf seconden voorsprong op de Slowaak Martin Vrabel, die als tweede over de streep kwam in 2:12.40. Bij de vrouwen won de Engelse Veronique Marot in 2:30.55. Zij had een voorsprong van ruim twee minuten op de Deense Dorthe Rasmussen, die 2:32.58 liet noteren. De overwinnaars kregen respectievelijk $ 25.000 en $ 32.000 aan prijzengeld.
In totaal finishten er 3798 marathonlopers, waarvan 3130 mannen en 668 vrouwen.

## Uitslagen

### Mannen
| rang   | naam                   | land | tijd    |
| ------ | ---------------------- | ---- | ------- |
| Goud   | Carey Nelson           | CAN  | 2:12.28 |
| Zilver | Martin Vrabel          | SVK  | 2:12.40 |
| Brons  | Leonardo Reyes         | MEX  | 2:13.17 |
| 4      | Isidro Rico            | MEX  | 2:13.47 |
| 5      | Carlos Ayala           | MEX  | 2:14.44 |
| 6      | Ravil Kashapov         | RUS  | 2:14.56 |
| 7      | Peter Fleming          | SCO  | 2:14.57 |
| 8      | Paul Pilkington        | USA  | 2:15.21 |
| 9      | Jean-Michel Charbonnel | FRA  | 2:15.33 |
| 10     | Sam Ngatia             | KEN  | 2:16.12 |
| 11     | Oddmund Roalkvam       | NOR  | 2:16.31 |
| 12     | Michael Smith          | USA  | 2:16.34 |
| 13     | Ivan Uvizl             | CZE  | 2:17.00 |
| 14     | Brad Hudson            | USA  | 2:17.42 |
| 15     | Horacio Cabrera        | MEX  | 2:18.29 |
| 16     | Tesfaye Bekele         | ETH  | 2:18.48 |
| 17     | Markus Graf            | SUI  | 2:18.54 |
| 18     | Nazario Cano           | MEX  | 2:18.56 |
| 19     | Luis Lopez             | CRC  | 2:18.59 |
| 20     | Norman Tinkham         | CAN  | 2:19.01 |
| 21     | Martin Mondragon       | MEX  | 2:19.04 |
| 22     | Rafael Colmenares      | VEN  | 2:20.12 |
| 23     | Thomas Hughes          | IRL  | 2:22.09 |
| 24     | Richard Umberg         | SUI  | 2:23.15 |

### Vrouwen
| rang   | naam                  | land | tijd    |
| ------ | --------------------- | ---- | ------- |
| Goud   | Veronique Marot       | ENG  | 2:30.55 |
| Zilver | Dorthe Rasmussen      | DEN  | 2:32.58 |
| Brons  | Olga Appell           | MEX  | 2:33.18 |
| 4      | Pascaline Wangui      | KEN  | 2:37.23 |
| 5      | Sissel Grottenberg    | NOR  | 2:37.49 |
| 6      | Paulina Grigorenko    | BLR  | 2:37.55 |
| 7      | Martine Vandegehuchte | BEL  | 2:38.56 |
| 8      | Kristy Johnston       | USA  | 2:39.45 |
| 9      | Lorraine Masuoka      | USA  | 2:40.33 |
| 10     | Kimball Dryden        | USA  | 2:41.37 |
| 11     | Susan Scites          | USA  | 2:43.04 |
| 12     | Mary Level            | USA  | 2:44.20 |
| 13     | Rosalva Bonilla       | MEX  | 2:44.22 |
| 14     | Fabiola Oppliger      | COL  | 2:45.12 |
| 15     | Kathy Molitor         | USA  | 2:45.47 |
| 16     | Carol Virga           | USA  | 2:47.56 |
| 17     | Janis Klecker         | USA  | 2:49.49 |
| 18     | Gloria Ramirez        | MEX  | 2:49.50 |
| 19     | Sarah Fulcher         | USA  | 2:50.30 |
| 20     | Irina Ruban           | RUS  | 2:51.09 |
| 21     | Bridget Collins       | USA  | 2:52.29 |
| 22     | Doris Dausman         | USA  | 2:53.12 |
| 23     | Anne Myers            | USA  | 2:53.38 |
| 24     | Emma Cabrera          | MEX  | 2:53.54 |

1972 ·
1973 ·
1974  ·
1975 ·
1976 ·
1977 ·
1978 ·
1979 ·
1980 ·
1981 ·
1982 ·
1983 ·
1984 ·
1985 ·
1986 ·
1987 ·
1988 ·
1989 ·
1990 ·
1991 ·
1992 ·
1993 ·
1994 ·
1995 ·
1996 ·
1997 ·
1998 ·
1999 ·
2000 ·
2001 ·
2002 ·
2003 ·
2004 ·
2005 ·
2006 ·
2007 ·
2008 ·
2009 ·
2010 ·
2011 ·
2012 ·
2013 ·
2014 ·
2015 ·
2016 ·
2017